# Omniscience

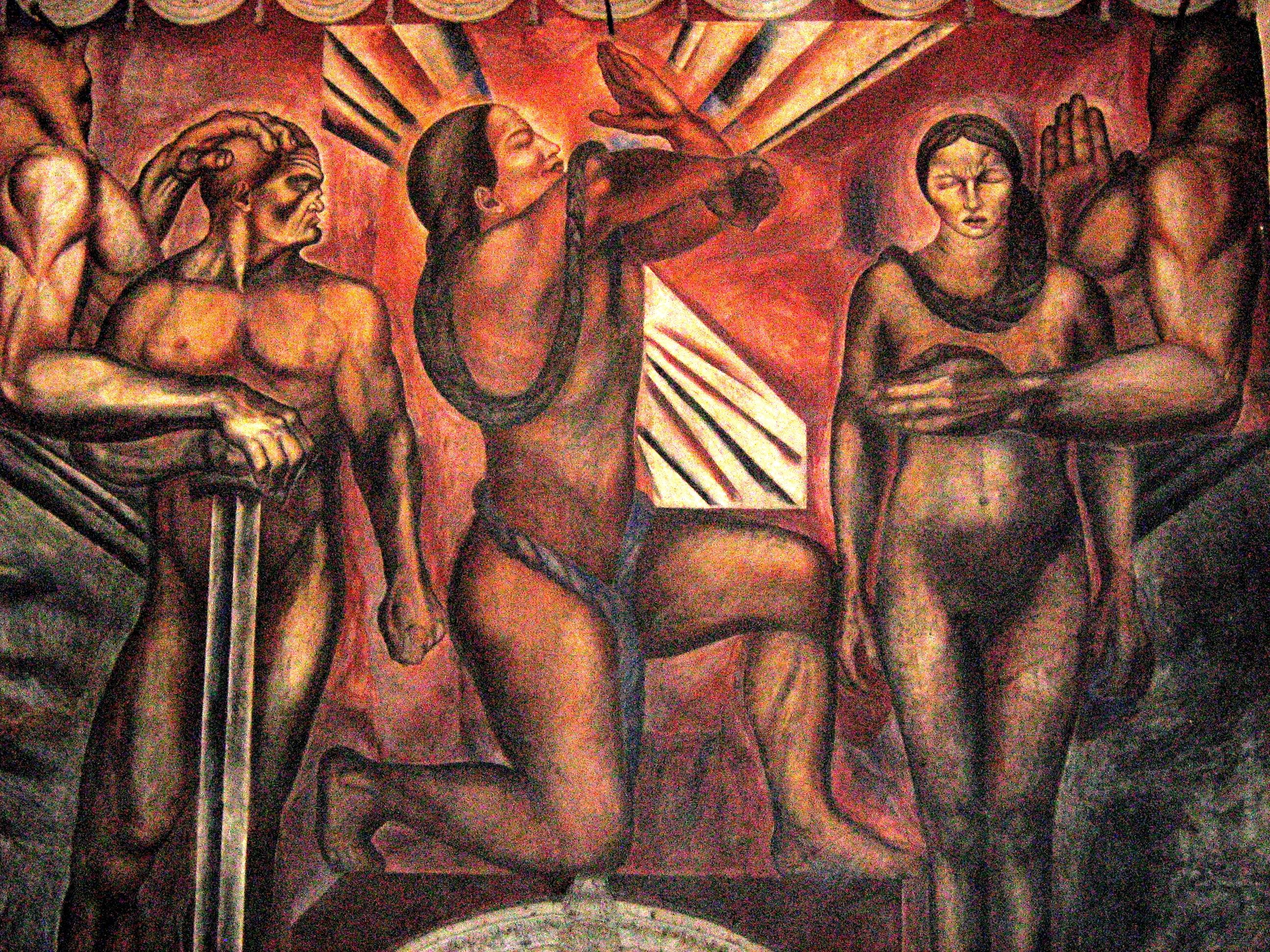
"Omniciencia" (Omniscience), peinture murale réalisée par José Clemente Orozco en 1925 à La Casa de los Azulejos, à Mexico.

L'omniscience (du latin omnis, « tout » et de scientia, « connaissance », provenant lui-même du verbe scire, « savoir ») est la capacité de tout savoir infiniment, ou de manière plus restrictive, tout ce qui peut être connu sur un sujet quelconque, et notamment dans le cas d'une personne de connaître intégralement ses pensées et sentiments.

## Dans les religions
Dans les religions monothéistes, l'omniscience est typiquement attribuée à Dieu.
Le concept est présent :
- dans la Bible, où Dieu est appelé « Celui qui est », parmi d'autres noms, qui intègrent également son omniprésence (ubiquité) et son omnipotence (toute-puissance) ;
- dans l'hindouisme, où l'Être suprême est dénommé Sarv-gyaata (« omniscient »), Sarv-samarth (« tout-puissant ») et Sarv-vyapt (« omniprésent ») ;
- dans le Coran, où Dieu est appelé Al-'Alîm (« celui qui sait tout ») à de multiples occasions ;
- dans la mythologie grecque, Tantale offrit son fils en repas aux dieux pour tester leur omniscience.

## Utilisation en philosophie
L'omniscience a été utilisée dans diverses expériences de pensée, dont :
- le « démon de Laplace », par lequel Pierre-Simon de Laplace explique sa vision du déterminisme (dans Essai philosophique sur les probabilités) ;
- le paradoxe de Newcomb, qui fait intervenir un devin capable de prédire le résultat du choix d'un joueur.
- et plus généralement, la difficulté de concilier l’omniscience divine avec le libre arbitre humain.